# Willie McLean
William McLean (ur. 27 stycznia 1904 w Clydebank, zm. 6 listopada 1977) – amerykański piłkarz, reprezentant kraju. 

## Kariera klubowa
Podczas kariery piłkarskiej występował w klubach Pullman F.C., Chicago Canadians, Bricklayers and Masons, Stix, Baer and Fuller F.C., St. Louis Central Breweries F.C. i St. Louis Shamrocks.

## Kariera reprezentacyjna
W 1934 został powołany na MŚ 1934. Wystąpił w spotkaniu z reprezentacją Włoch przegranym aż 1:7. Po raz ostatni w reprezentacji, dla której zagrał w 2 spotkaniach, wystąpił w 1934 roku.